# فرودگاه ویلیلمینا
فرودگاه ویلیلمینا  (به انگلیسی: Vilhelmina Airport)  یک فرودگاه همگانی مسافربری با کد یاتا VHM است که یک باند فرود آسفالت دارد و طول باند آن ۱۵۰۲ متر است. این فرودگاه در  کشور سوئد قرار دارد و در ارتفاع ۳۴۷ متری از سطح دریا واقع شده است.